# Ludovico di Varthema
Ludovico di Varthema, italijanski raziskovalec, vojak in pisatelj, * 1470, † 1517.
Velja za prvega evropskega nemuslimana, ki je vstopil v Meko v času hadža.